# 波蒂奇县 (俄亥俄州)
波蒂奇縣（英語：Portage County）是美國俄亥俄州東北部的一個縣。根據2020年美國人口普查结果，该县共有161,791人。波蒂奇县的县治为拉韦纳，但是该县的最大城市为肯特市。
成立於1807年。縣名指的是凱霍加河 (Cuyahoga)與塔斯卡羅瓦斯河 (Tuscarawas)之間的繞道。